# Хайнрих VI (Ройс-Кьостриц)
Хайнрих VI фон Ройс-Кьостриц (на немски: Heinrich VI. Reuß, Graf und Herr von Plauen und Köstritz; * 1 юли 1707 в Дитерсбах, община Жаган в Жагански окръг в Полша; † 17 май 1783 в Кьостриц) е граф на Ройс-Кьостриц – стария клон (1748 – 1783), на датска и пруска служби. Той е основател на страничната „стара линия Ройс-Кьостриц“, клон на род Дом Ройс.
Той е вторият син на граф Хайнрих XXIV фон Ройс-Шлайц-Кьостриц (1681 – 1748) и съпругата му фрайин Елеонора фрайин фон Промниц-Дитерсбах (1688 – 1776), дъщеря на фрайхер Йохан Кристоф фон Промниц-Дитерсбах (1661 – 1689) и фрайин Анна Елизабет фон Саурма фон дер Йелч (1663 – 1708).
През 1748 г. той и братята му се разделят на три линии Ройс-Кьостриц. По-голям брат е на Хайнрих IX (1711 – 1780), граф Ройс-Кьостриц, средния клон (1748 – 1780), и на Хайнрих XXIII (1722 – 1787), граф Ройс-Кьостриц, младия клон (1748 – 1787).
Той следва от 1726 г. право заедно със зет му Рохус Фридрих цу Линар (1708 – 1781), с когото е възпитаван, в университетите в Йена и също в Хале. След това той пътува в Холандия, Англия и Франция.
През 1732 г. той отива в Дания и намира работа в немска канцелария в Копенхаген. През 1742 г. крал Кристиан VI го прави служител. През 1765 г. той напуска Дания и започва пруска служба като държавен министър и главен камерхер.
Той е погребан в градската църква Хоенлойбен, където баща му през 1741 г. е направил гробница.

## Фамилия
Хайнрих VI фон Ройс-Кьостриц се жени на 16 декември 1746 г. в Копенхаген за много богатата Хенриетта Йоана Франциска Сузана Казадо и Хугуетан, 4. маркграфиня на Монтелеон (* 2 май 1725 в Хага; † 6 януари 1761 в Зондербург на Алсен), дъщеря на Антонио Казадо и Веласцо, 3. маркграф на Монтелеóон (1703 – 1740) и Маргарета Хугуетан, графиня фон Гилденстеен (1702 – 1766). Те имат седем деца:
- Фридерика Луиза София (1748 – 1798), омъжена на 10 март 1767 г. в Берлин за Йохан Кристиан II фон Золмс-Барут (1733 – 1800), син на граф Йохан Карл фон Золмс-Барут (1702 – 1735) и графиня Хенриета Луиза фон Липе-Вайсенфелд (1711 – 1752)
- Елеонора (1749 – 1749)
- Хайнрих XL (1750 – 1751)
- Хайнрих XLIII (1752 – 1814), наследява Ройс-Кьостриц, женен на 1 юни 1781 г. в Еберсдорф за Луиза Ройс Еберсдорф (1759 – 1840), дъщеря на граф Хайнрих XXIV фон Ройс-Еберсдорф (1724 – 1779) и графиня Каролина Ернестина фон Ербах-Шьонберг (1727 – 1796)
- Хайнрих XLV (1753 – 1768)
- (дете) (1755)
- Хайнрих XLVIII (1759 – 1825), женен на 2 ноември 1784 г. във Векселбург за графиня Кристиана Хенриета Антония фон Шьонбург-Векселбург (1766 – 1833), дъщеря на граф Карл Хайнрих II фон Шьонбург-Фордерглаухау (1729 – 1800) и графиня Кристиана Вилхелмина фон Айнзидел (1726 – 1798)

## Произведения
- De Iureiurando Per Procuratorem In Caussis Privatis, Imperii R. G. Publicis Et Liberarum Gentium Exercitatio. Jena: Fickelscherr 1729 (Digitalisat, Bayerische Staatsbibliothek)
- Rede, so bey der Einweyhung der Königl. Ritteracademie zu Soröe den 26 Jul. 1747 gehalten worden / von … Heinrich dem VI. Reuß, Grafen … von Plauen, Herrn zu Greitz, Cranichfeld, Gera, Schleitz und Lobenstein, Sr. Königl. Majest. zu Dänemark, Norwegen [et]c. Geheimen-Rath, Cammer-Herrn, Ober-Hofmeister, und Amtmann über Soroe und Ringsted. [S.l.], 1747 (VD18 10044914)

Digitalisat, Staatsbibliothek Berlin